# Особняк солепромышленника Дубровина
Особняк солепромышленника Дубровина находится в г. Соликамске Пермского края на улице Победы.

## История
Особняк принадлежал титулярному советнику Ивану Никифоровичу Дубровину, который приехал в Соликамск в начале XIX в. и был здесь назначен на должность уездного судьи. Он также участвовал в общественной деятельности города, будучи избран депутатом от дворян в Городской думе. Его жена Любовь Васильевна Дубровина совместно с бергмейстершей Фарафонтовой, которая была вдовой управляющего Дедюхинского соляного правления, приобрела различные солепромысловые постройки, с которых в Соликамске и началось возрождение солеварения.
Особняк И. Н. Дубровина, построенный в начале XIX в. в дальнейшем особняк принадлежал их сыну Александру Ивановичу Дубровину, который был владельцем солеваренного промысла на реке Усолке и небольшого стекольного завода, продукция которого была не слишком качественной и большим спросом не пользовалась. А. И. Дубровин был коллекционером книг и древних актов. Портреты И. Н. и А. И. Дубровиных являются частью экспозиции Соликамского Художественного музея.
Особняк Дубровина находился в историческом центре Соликамска и приобрёл законченный вид во второй половине XIX в. Он представлял собой обычный провинциальный купеческий городской дом с внешним декоративным оформлением в стиле ампир эпохи позднего классицизма. Его отличали профилированные оконные наличники, карнизы над окнами и побеленный межэтажный пояс с нишами, а также пилястры, выполненные в виде четырёхгранных полуколонн (вертикальные выступы в стене). Карнизы с сухариками представляли собой небольшой фронтон над окошками.
С 1986 г. является памятником культуры местного значения. В нём в настоящее время размещается управление городского коммунального хозяйства администрации города Соликамска.